# Río Huatanay
El río Huatanay es un río que atraviesa la ciudad de Cusco y se encuentra altamente contaminado. Está ubicado en las provincias de Cusco y Quispicanchi en el departamento del Cusco, Perú. En su cabecera se extiende la ciudad del Cusco y constituye en el principal río de todo el valle del Cusco y forma su propia subcuenca dentro de la cuenca del río Vilcanota y tener como afluentes a los ríos Saphy y Tullumayo que cruzan el centro histórico del Cuzco.

## Hidronimia
El topónimo se especula que proviene de *wata-na-y y que tiene el significado de 'lugar donde se unen o se atan (los ríos)' en alusión a la unión de los ríos Saphy y Tullumayo, una empresa acometida por los incas. La raíz verbal wata- significa en quechua 'atar, amarrar'. El sufijo quechua -na (evolución de la forma arcaica -nqa) es un derivador deverbal para el participio de futuro, utilizado en topónimos con el significado de '(un lugar) propenso a' o '(un lugar) destinado para algo'. Por ende, watana vendría a significar '(un lugar) para amarrar'. El último sufijo -y es una quechuización del sufijo aimara ubicador, agregando así el significado de 'lugar con algo'.

## Recorrido
El río tiene sus nacientes en los ríos Chocco y Huancaro y fluye por 38 kilómetros en un trayecto este - oeste hasta su desembocadura en el río Vilcanota a la altura de la localidad de Huambutío en el distrito de Lucre en la provincia de Quispicanchi. Recibe aportes de 13 ríos permanentes: 
1. Saphy
2. Tullumayo
3. Huancaro
4. Chocco
5. Sipaspujio
6. Sajramayo
7. Cachimayo
8. Hullcarpay
9. K'ayra
10. Huaccoto
11. Huasao
12. Tipón
13. Lucre

## Uso
En la parte rural de su recorrido, las aguas del Huatanay son utilizadas para riego de cultivos. En las zonas urbanas, sin embargo, las aguas son utilizadas para el lavado de prendas. Adicionalmente, río recibe el vertido de aguas residuales que provienen de la ciudad del Cusco y otros asentamientos urbanos en un total de 2'022,279 m³. Debido a esto, la contaminación del río Huatanay constituye una principal preocupación de los gobiernos locales cusqueños. Actualmente el rio Huatanay que recibe aguas de desagüe de la ciudad con un 80 % sin ningún tratamiento previo.